# Nosean
Nosean – minerał należący do gromady krzemianów. Należy do grupy skaleniowców.
Występuje prawie wyłącznie w młodych skałach wylewnych. Bardzo dobrze wykształcone kryształy można znaleźć nad Laacher See w górach Eifel w porwakach zawierających m.in. sanidyn.
Ponadto nosean znaleźć można w Hegau i regionie wzgórz Kaiserstuhl, jak również na Wezuwiuszu.
Zwykle okrągłe ziarenka i skupienia, częste zbliźniaczenia.